# Luciano Lai
Luciano Lai (né en 1948) est un astronome amateur italien.

## Biographie
Luciano Lai a fondé l'observatoire de Dossobuono et celui de Cavriana.
Le Centre des planètes mineures le crédite de la découverte de treize astéroïdes, effectuée entre 1995 et 1999.
L'astéroïde (11100) Lai lui est dédié.

## Astéroïdes découverts
| (7144) Dossobuono  | 20 mai 1996       |
| (15951) 1998 BB2   | 17 janvier 1998   |
| (20171) 1996 WC2   | 30 novembre 1996  |
| (37742) 1996 WB2   | 30 novembre 1996  |
| (40759) 1999 TY9   | 6 octobre 1999    |
| (58508) 1996 WA2   | 30 novembre 1996  |
| (58583) 1997 SV4   | 25 septembre 1997 |
| (69409) 1995 UQ    | 19 octobre 1995   |
| (79829) 1998 WT5   | 17 novembre 1998  |
| (90927) 1997 SU4   | 25 septembre 1997 |
| (96388) 1998 BD42  | 26 janvier 1998   |
| (150225) 1998 UG21 | 28 octobre 1998   |